# Peter ten Hoopen
Peter (H.P.H.) ten Hoopen (Enschede, 1944) is een Nederlandse schrijver.
Ten Hoopen doorliep Gymnasium-B in zijn geboortestad. Hij werkte daarna als literair vertaler, beeldend kunstenaar, freelance journalist en fotograaf. Hij bezocht een groot aantal landen in alle werelddelen. Hij was succesvol in de reclamebranche, die onder meer diende als inspiratiebron voor zijn roman De laatste vriend. Hij verliet Nederland in 1993, reisde met zijn gezin de wereld rond werd in 2000 actief als organisatieadviseur voor grote internationale organisaties. Sinds 2010 is hij vooral actief als curator van zijn verzameling Indonesisch textiel, getoond in drie tentoonstellingen en gedocumenteerd in drie werken, waaronder Ikat Textiles of the Indonesian Archipelago, het eerste naslagwerk op dit terrein. Sinds begin 2019 is hij als promovendus verbonden aan de Universiteit van Leiden. In 2021 promoveerde hij op een proefschrift over de Indonesische ikat techniek en geïkatte weefsels.  